# جان وودز (مورخ)
جان ای وودز استاد تاریخ ایران و آسیای میانه در گروه تاریخ و گروه زبان‌ها و تمدن‌های خاور نزدیک دانشگاه شیکاگو است. او از برگزیدگان جشنواره فارابی است.
جان وودز لیسانس خود را از دانشگاه تگزاس دریافت کرد و در آنجا از اولین کسانی بود که عنوان VI را برای تحصیل در عربی دریافت کرد. در سال ۱۹۶۰، او همچنین در میان اولین کسانی بود که برای تحصیل در عربی بورس تحصیلی فولبرایت را دریافت کرد و برای یادگیری زبان عربی به قاهره سفر کرد. وی پس از یک دوره تحصیل در دانشگاه تهران، دکترای تاریخ ایران خود را از دانشگاه پرینستون در سال ۱۹۷۴ زیر نظر مارتین بی دیکسون به پایان رساند. در سال ۱۹۷۰ تدریس در دانشگاه شیکاگو را آغاز کرد و به سرعت به عنوان محقق برجسته مطالعات خاورمیانه و اسلامی به شهرت رسید. وودز عمدتاً در مورد تاریخ ترکیه، ایران و آسیای میانه از قرن سیزدهم تا هجدهم به پژوهش می‌پردازد.

## آثار
- آق‌قویونلوها. نسخه تجدید نظر شده و گسترش یافته. سالت لیک سیتی: انتشارات دانشگاه یوتا، ۱۹۹۹.
- عالم آرای امینی (اثر فضل بن روزبهان خنجی)، متن فارسی ویرایش شده توسط جان ای وودز با ترجمه مختصر انگلیسی توسط ولادیمیر مینورسکی، اصلاح شده و افزوده شده توسط جان ای وودز. London: Royal Asiatic Society، ۱۹۹۲ [منتشر شده در ۱۹۹۳].
- «شجره نامه تیمور»، مطالعات فکری دربارهٔ اسلام، مقالاتی که به افتخار مارتین بی دیکسون نوشته شده است، چاپ. میشل م. مززاوی و ورا بی مورین (انتشارات دانشگاه یوتا: سالت لیک سیتی، ۱۹۹۰)، صص. ۸۵–۱۲۵.
- سلسله تیموریان، مقالاتی در مورد آسیای داخلی شماره ۱۴، مؤسسه تحقیقات مطالعات آسیای داخلی، دانشگاه ایندیانا، بلومینگتون، ۱۹۹۰.
- «ظهور تاریخ‌نگاری تیموری»، مجله مطالعات خاور نزدیک ۴8 (1987)، صص. ۸۱–۱۰۸.
- «Turco-Iranica II: Notes on a Timurid Decome of 1396/798،» Journal of Near Eastern Studies 43 (1984)، pp. 331–37.
- «Turco-Iranica I: گزارش اطلاعاتی عثمانی در مورد روابط خارجی ایران در اواخر قرن پانزدهم / نهم»، مجله مطالعات خاور نزدیک ۳8 (1979)، صص. ۱–۸.